# Батиревське сільське поселення
Ба́тиревське сільське поселення (рос. Батыревское сельское поселение) — муніципальне утворення у складі Батиревського району Чувашії, Росія. Адміністративний центр та єдиний населений пункт — село Батирево.

## Населення
Населення — 5218 осіб (2019, 5431 у 2010, 5702 у 2002).